# DirectGroup Bertelsmann
Die DirectGroup Bertelsmann GmbH war ein Unternehmensbereich der Bertelsmann AG, der in 16 Ländern Buchgemeinschaften, Musikclubs, Onlineshops, Buchhandlungen und Verlage betrieben hat. Zum 30. Juni 2011 wurde die DirectGroup Bertelsmann als eigener Unternehmensbereich aufgelöst und die verbleibenden Club-Geschäfte in Deutschland, Österreich und der Schweiz (als DirectGroup Germany), sowie Spanien und Mittel-/Osteuropa unter den Bertelsmann Corporate Investments weiter geführt.
Der Unternehmensumsatz betrug im Jahre 2009 1,25 Milliarden Euro. Die Direct Group wurde im Juli 2000 gebildet und wurde zuletzt von Fernando Carro geleitet.

## Unternehmensstruktur
Die Direct Group hatte drei Regionalorganisationen:
- Französischsprechende Länder (Frankreich, Belgien, Kanada, Schweiz)
- Deutschsprachige Länder, Iberia und Italien (Deutschland, Österreich, Schweiz; Spanien, Portugal; Italien)
- Englischsprachige und slawistische Länder (Neuseeland, Australien; Polen, Tschechien, Ukraine, Slowakei, Russland)

Weitere Entwicklungsschritte:
- BOL China wurde am 19. Dezember 2000 gegründet. Das Unternehmen bot seinen chinesischen Kunden mehr als 160.000 verschiedene Bücher sowie 3.000 Audio-/Video-Produkte und 1.000 Produkte aus dem Bereich Spiele/Software. BOL China wurde 2008 geschlossen.
- Club Bertelsmann, der deutsche Bertelsmann Buchclub, wurde 1951 gegründet und hatte zu seinen erfolgreichsten Zeiten über 6 Mio. Mitglieder.
- Wissen Media Verlag ist ein führender Lexikonverlag Europas, der seit dem 1. Juli 2008 zum Bertelsmann-Unternehmensbereich Arvato gehört.
- BOL ist ein Online-Buchversand in Deutschland, der mittlerweile zu buch.de gehört. Die Direct Group hält eine Minderheitsbeteiligung an der Buch.de AG.
- medienshop.de ist ein Online-Shop für Bücher, Musik und Filme.
- Donauland ist der Buchclub in Österreich.
- France Loisirs hat über 3.600 Mitarbeiter und über 5 Millionen Mitglieder im französischsprachigen Raum.
- Circulo de Lectores wurde 1962 in Spanien gegründet.
- Columbia House ist der weltweit größte Direktversender für DVD und Musik. Das Unternehmen wurde 2007 aus der Direct Group ausgegliedert und 2008 an Najafi verkauft.
- Bookspan betreibt über 45 Buchclubs in den USA mit über 8 Millionen Mitgliedern und wurde gemeinsam mit Columbia House 2007 aus der Direct Group ausgegliedert und 2008 an Najafi verkauft.
- RobinBook.ch wurde im Juni 2008 gegründet und ist eines der ersten NonClub Buchgeschäfte der DirectGroup Bertelsmann im deutschsprachigen Raum.
- NSB Neue Schweizer Bücherwelt ist der Schweizer Buchclub.
- viaSol Reisen, gegründet 2008, ist der Reiseanbieter der Direct Group Germany.
- zeilenreich, gegründet 2009, ist ein offenes Buchhandelskonzept der Direct Group Germany – an drei Standorten und im Internet.

## Management
- Fernando Carro (Chief Executive Officer)
- Gerd Bührig (Executive Vice President)
- Jörg Hagen (französischsprachige Länder)
- Niklas Darijtschuk (Chief Financial Officer)

## Unternehmensdaten
| Jahr | Umsatz, in Mio. € | Mitarbeiter |
| ---- | ----------------- | ----------- |
| 2001 | 3.089             | 13.535      |
| 2002 | 2.707             | 12.309      |
| 2003 | 2.286             | 11.893      |
| 2004 | 2.175             | 12.116      |
| 2005 | 2.384             | 13.717      |
| 2006 | 2.665             | 14.996      |
| 2007 | 2.555             | 15.109      |
| 2008 | 1.546             | 11.161      |
| 2009 | 1.246             | 10.087      |

Stand: 31. Dezember 2009